# Ozarba paulianae
Ozarba paulianae är en fjärilsart som beskrevs av Pierre E.L. Viette 1985. Ozarba paulianae ingår i släktet Ozarba och familjen nattflyn. Inga underarter finns listade i Catalogue of Life.